# Woltersdorfer Verschönerungsverein

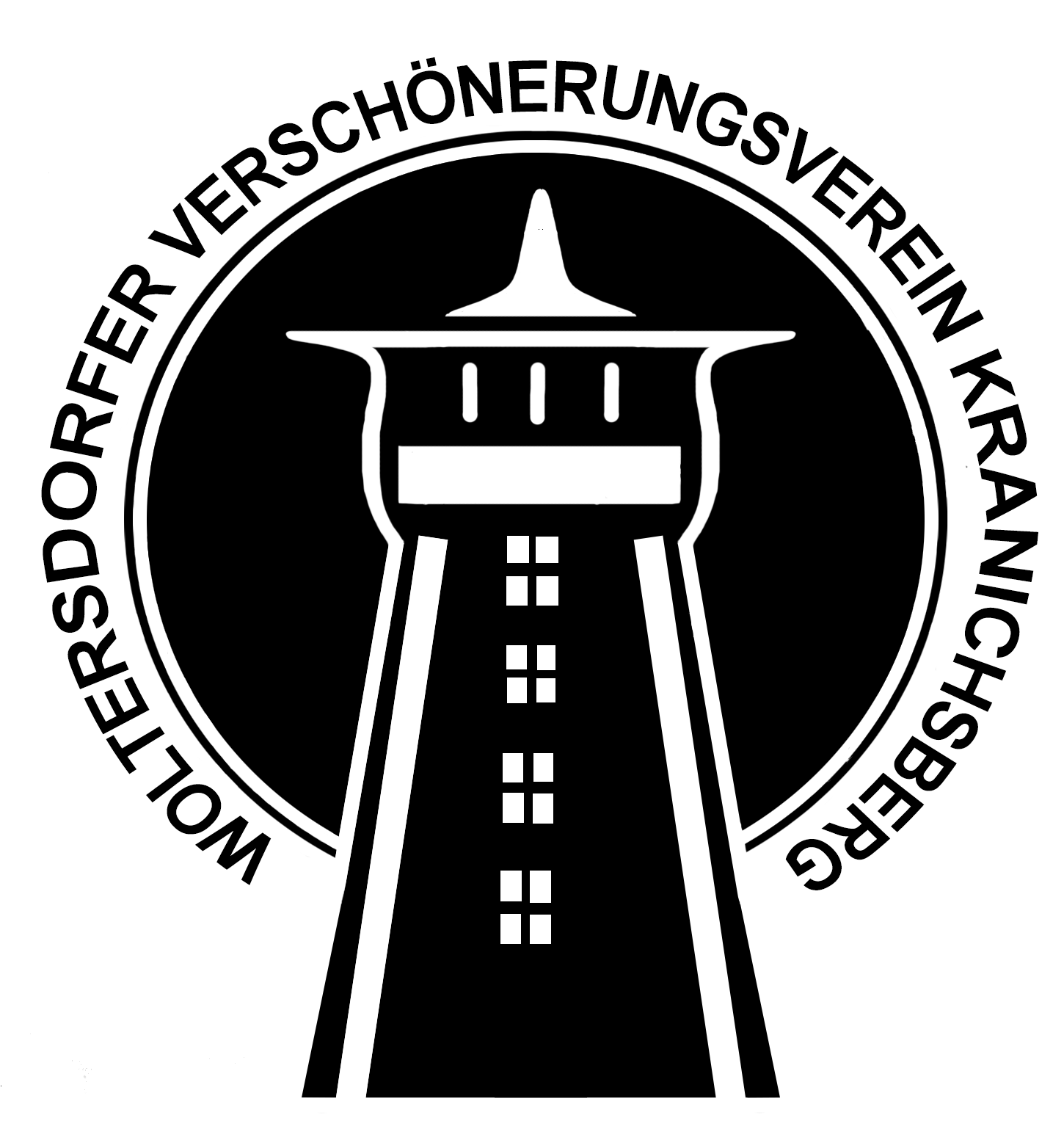
Heutiges Logo des Vereins

Der Woltersdorfer Verschönerungsverein Kranichsberg e.V. ist ein 1884 gegründeter Verschönerungsverein in Woltersdorf an der Schleuse. Er ist der älteste Verein im Ort und hat besonders die Schleusengegend durch seine Arbeit geprägt.

## Geschichte

### Vorgeschichte und Gründung
Ab der Mitte des 19. Jahrhunderts wurde die Woltersdorfer Schleuse von Berlinern als Ausflugsgegend entdeckt. Nach der Reichsgründung und der Verbesserung des Eisenbahnanschlusses über den Bahnhof Erkner setzte ab 1870 ein zunehmender Fremdenverkehr ein. Wohlhabendere Berliner bauten sich Sommerhäuser an der Schleuse oder wohnten in den Sommermonaten hier zur Miete. 1875 wurde von einer Gruppe wohlhabender Kaufmänner und Fabrikanten der Gesangsverein "Philomela" in Berlin SO 36 gegründet. Dessen Mitglied Hermann Haensch entdeckte bald darauf die Ausflugsgegend Woltersdorfer Schleuse und überzeugte seine Vereinsmitglieder, für die Sommermonate an die Schleuse zu ziehen. Die Philomela kann als Vorläufer des Verschönerungsvereins gelten. Am Samstag, den 20. September 1884 gründeten zwölf Berliner in der Interlakenstraße den Verschönerungsverein zu Woltersdorf, Woltersdorfer Schleuse und Woltersdorfer Kietz. Die Gründer verbrachten die Wochenenden oder Sommermonate in Woltersdorf, vornehmlich an der Schleuse. Der Vorstand bei der Gründung bestand aus dem Fabrikanten Karl Kühne (Vorsitz), dem Gasthausbesitzer Rademacher (Schriftführer), dem Rentier Schulz (Rendant) und den Herren Kelpien und Schläger (Beisitzer). Das Hauptziel des Vereins war es, die Gegend rund um die Woltersdorfer Schleuse für den zunehmenden Ausflugsverkehr aus Berlin herzurichten.

### Die ersten drei Jahrzehnte

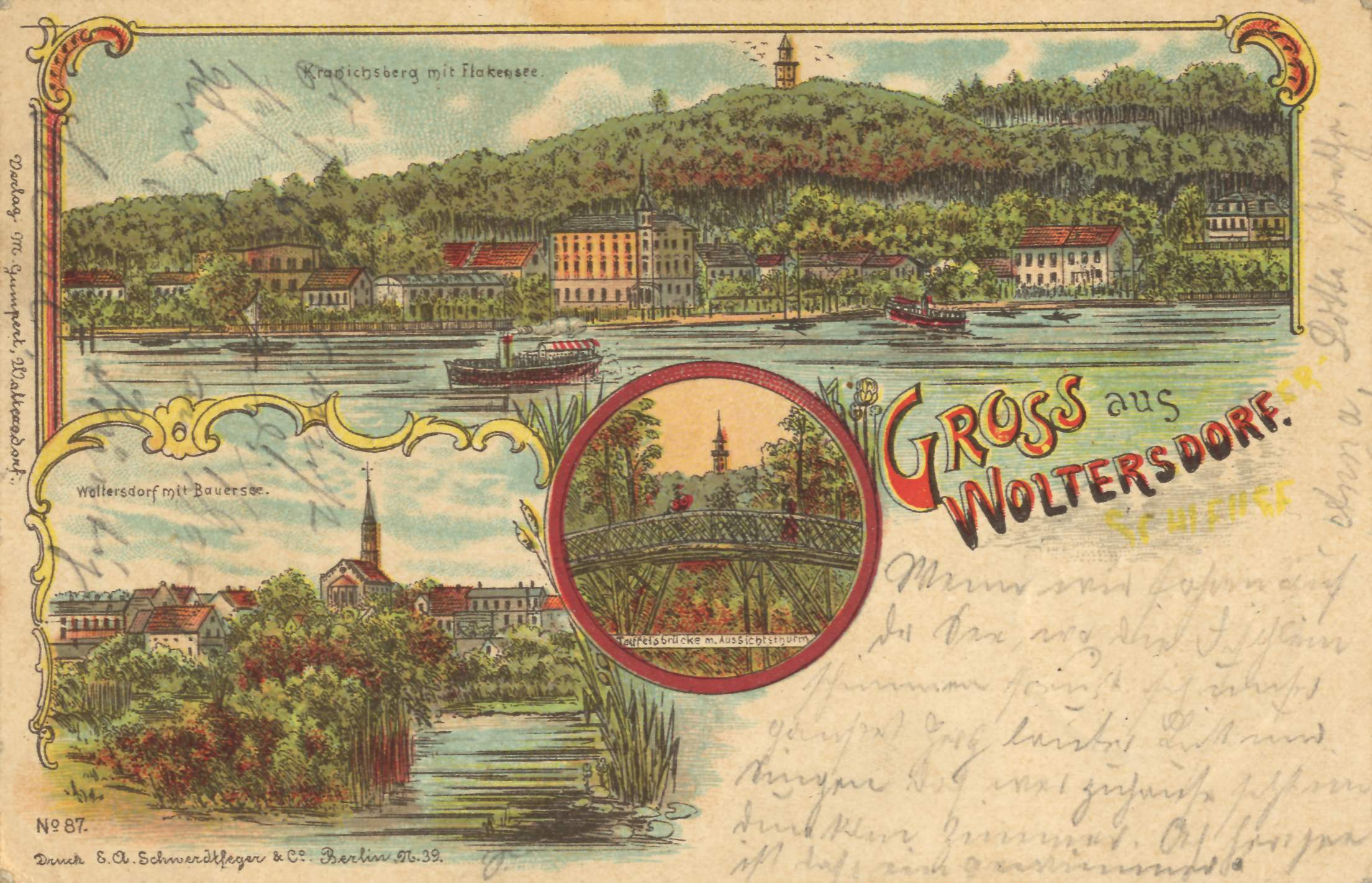
Postkarte von Woltersdorf

1885 begann der Verschönerungsverein seine Arbeit aufzunehmen. Mit Förster Becker (Unterförsterei Kalksee) wurde ein Vertrag abgeschlossen im Jagen 175 Wege für Fußgänger herzurichten, der Verschönerungsverein finanzierte das Aufstellen von Ruhebänken. 1886 wurde bereits der Aussichtsturm auf den Kranichsbergen fertiggestellt. Hierfür hatten sich besonders die Herren Kelpien und Haensch eingesetzt. Außerdem erhielt die Liebesquelle am Fuße der Kranichsberge 1886 eine erste steinerne Einfassung. 1887 legte der Verein neben der Chaussee nach Erkner einen Fußweg an. 1888 wurde der nicht mehr genutzte Treidelweg zur abgerissenen zweiten Schleuse am Ostufer des Flakensees vom Verein gepachtet und zur Strandpromenade ausgebaut. 1889 wurde die erste Teufelsbrücke über die Wolfschlucht fertiggestellt. 1892 ließ der Verschönerungsverein die geradegelegte Werderstraße mit 136 Linden bepflanzen. 1893 wurde auf halber Höhe zwischen Liebesquelle und Aussichtsturm ein Pavillon errichtet und die Chaussee nach Erkner erhielt zahlreiche Ruhebänke. Außerdem führte die Gemeinde 1893 eine Kurtaxe ein, um den Verein finanziell zu unterstützen. Bis zum Jahr 1900 hatte der Verein die gesamte Schleusenstraße mit Linden und Akazien bepflanzt. 1900 wurde der Name des Vereins in Woltersdorfer Verschönerungsverein "Kranichsberg" geändert. 1911 legte der Verein nördlich der Buchhorster Straße einen Tennisplatz und 1912 eine Rodelbahn an. 1913 wurden anlässlich des 25. Thronjubiläums von Wilhelm II. auf dem alten Kirchhof im Dorf die Kaisersteine samt Bronzetafel aufgestellt. Mit dem Ausbruch des Ersten Weltkriegs kam auch die Arbeit des Verschönerungsvereins fast zum Erliegen.

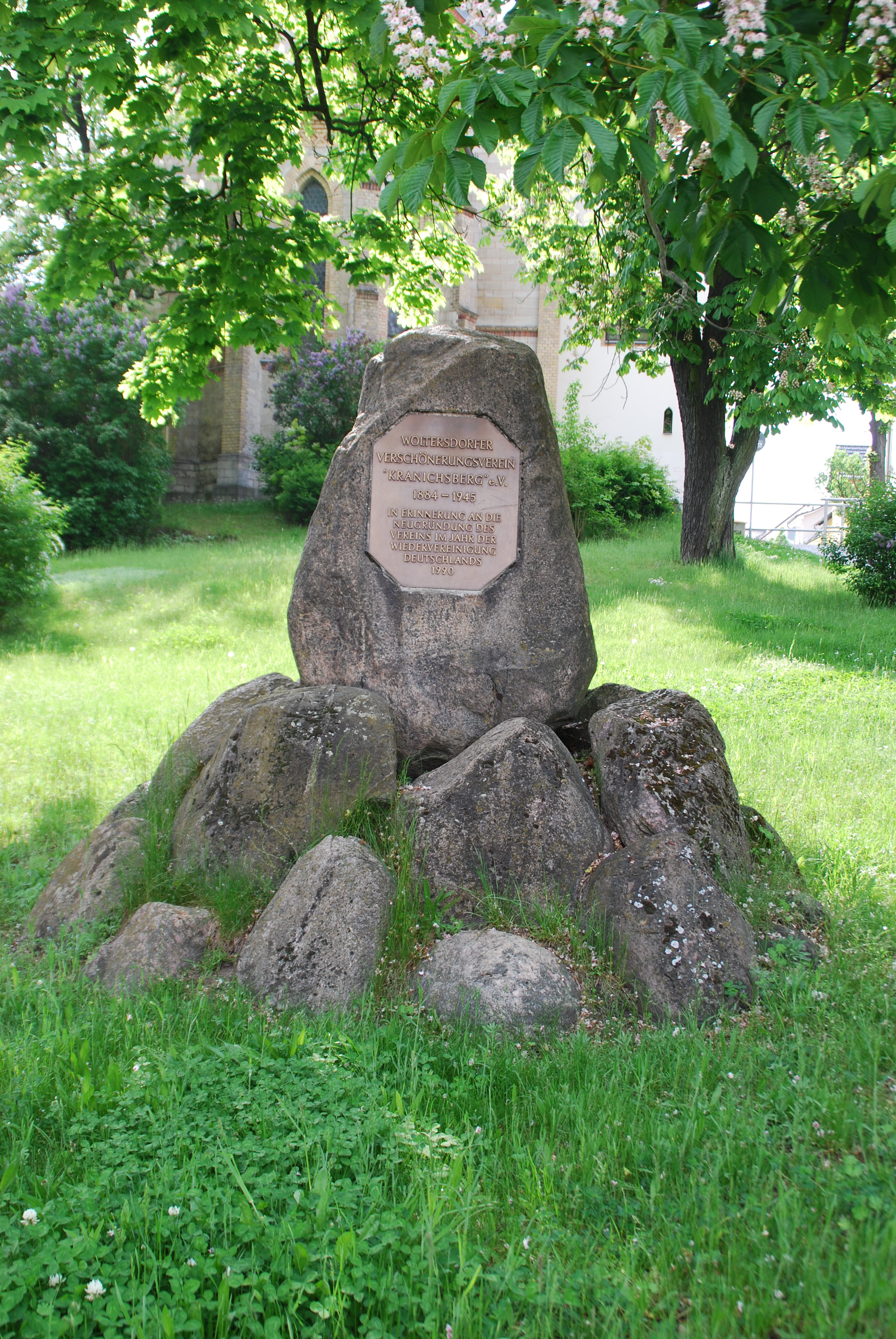
Kaisersteine auf dem alten Kirchhof

### Zwischen den Weltkriegen
1924 wurde die Strandpromenade erweitert. Die Zusammensetzung des Vereins hatte sich von der Gründung bis in den Zwanziger Jahren gewandelt. 1927 waren von 86 Vereinsmitgliedern nur noch 10 in Berlin wohnhaft. Stattdessen gehörten dem Verein nun auch viele alteingesessene Familien aus dem Ort an, darunter der Gemeindevorsteher und der Pfarrer. 1928 erhielt die Liebesquelle eine neue Einfassung. Der Verein begann sich nun verstärkt auch für die Heimatgeschichte einzusetzen. 1931 finanzierte er den Druck der Chronik von Max Haselberger mit 1000 Mark. 1932 ließ der Verschönerungsverein den Hang an der Strandpromenade mit 2000 Ligustersträuchern bepflanzen. Seit der Machtergreifung 1933 bekam der Verschönerungsverein in seinen Aktionsfeldern zunehmend Konkurrenz durch NS-Organisationen. Die NS-Kulturgemeinde übernahm die Planung des als „Haus der Heimat“ bezeichneten Heimatmuseums und der 1934 gegründete Fremdenverkehrsverein die touristische Vermarktung Woltersdorfs. 1935 wurde der Verschönerungsverein schließlich mit dem Fremdenverkehrsverein zwangsvereinigt und musste all seine Liegenschaften, Einrichtungen und Vermögen an diesen überführen. Eine letzte Maßnahme des Verschönerungsvereins 1935 war das Pflanzen einer Reihe von Linden auf der Seeseite der Strandpromenade. 1945 wurde der Verkehrs- und Verschönerungsverein schließlich aufgelöst. Nach dem Kriegsende bestand der Verschönerungsverein noch als Vereinigung der Gastwirte an der Schleuse, ehe er 1952 endgültig im Kulturbund aufging. Ab da übernahm die Gemeinde die Besitzungen und Aufgaben des Vereins, so etwa die durch den Ost-Berliner Magistrat finanziell geförderte Errichtung des neuen Aussichtsturms 1961/62.

### Seit der Neugründung 1990

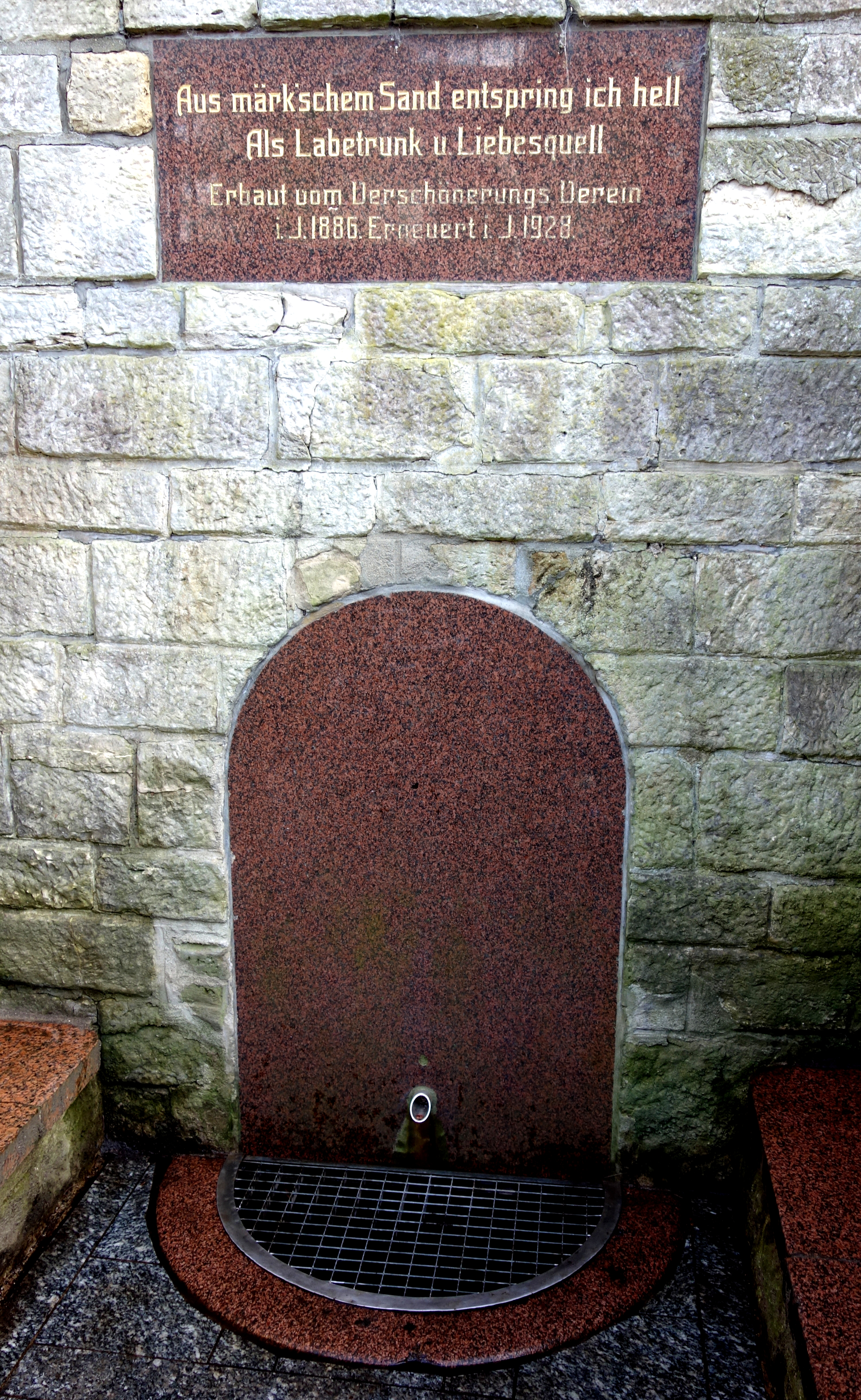
Liebesquelle

Im Zuge der politischen Wende 1989/90 wurde der Verein am 7. Februar 1990 neugegründet. Den Vorstand bildeten Gerd Nordheim (Vorsitz), Uwe Hoffmann (stellv. Vorsitz), Gabriele Lohburg (Schatzmeisterin), Anette Weller (Kassenführerin) und Jürgen Bock (Schriftführer). Es wurden sieben Arbeitsgruppen gebildet (Aussichtsturm, Heimatgeschichte, Denkmalpflege, Filmfest, Strandpromenade, Vereinsleben, Schrifttum). Am 26. Juli 1990 wurde der Aussichtsturm wiedereröffnet und am 26. September 1990 wurde der Verein im Vereinsregister beim Kreisgericht Fürstenwalde eingetragen. 1991 wurde eine erste heimatkundliche Ausstellung im Kossätenwohnhaus neben dem Rathaus eröffnet. Heute befindet sich dort der Seniorenclub. Außerdem erhielt der Aussichtsturm eine Dauerausstellung über die Filmstadt Woltersdorf und im August fand die 1. Stummfilmnacht mit Unterstützung des Bundesfilmarchives statt. 1992 wurde die Liebesquelle restauriert. 1993 wurden die Kaisersteine auf dem alten Kirchhof mit neuen Tafel in Gedenken an die Neugründung des Vereins 1990 versehen. 1994 wurde der 110. Geburtstag des Vereins gefeiert. 1995 erhielt die Liebesquelle die schmiedeeiserne Kuppel, die marode Teufelsbrücke über die Wolfsschlucht musste hingegen abgerissen werden und der Woltersdorfer Gedichtband "Perle der Mark" wurde herausgegeben. 1996 wurde die Satzung grundlegend überarbeitet und erstmals das Turmblasen am 2. Weihnachtsfeiertag veranstaltet. 1997 wurde es zur Tradition vor Ostern einen Frühjahrsputz am Aussichtsturm zu machen und es gab erstmals ein Osterwasserschöpfen von der Liebesquelle, sowie eine erste Veranstaltung im Hotel Kranichsberg anlässlich des 110. Jahrestages von Fontanes Besuch in Woltersdorf, woraus sich der Themen-Brunch entwickelte. 2002 wurde ein neuer Vereinsvorstand gewählt und zahlreiche Projekte wurden angeschoben oder zum Abschluss gebracht. 2003 wurde das erste Heft der neuen Reihe der "Woltersdorfer Hefte" herausgegeben und am 1. November 2003 wurde das Heimatmuseum in der Alten Schule eröffnet. 2012 erhielt das Heimatmuseum nach einer Restaurierung der Alten Schule seine heutigen Räumlichkeiten.

## Tätigkeitsfelder

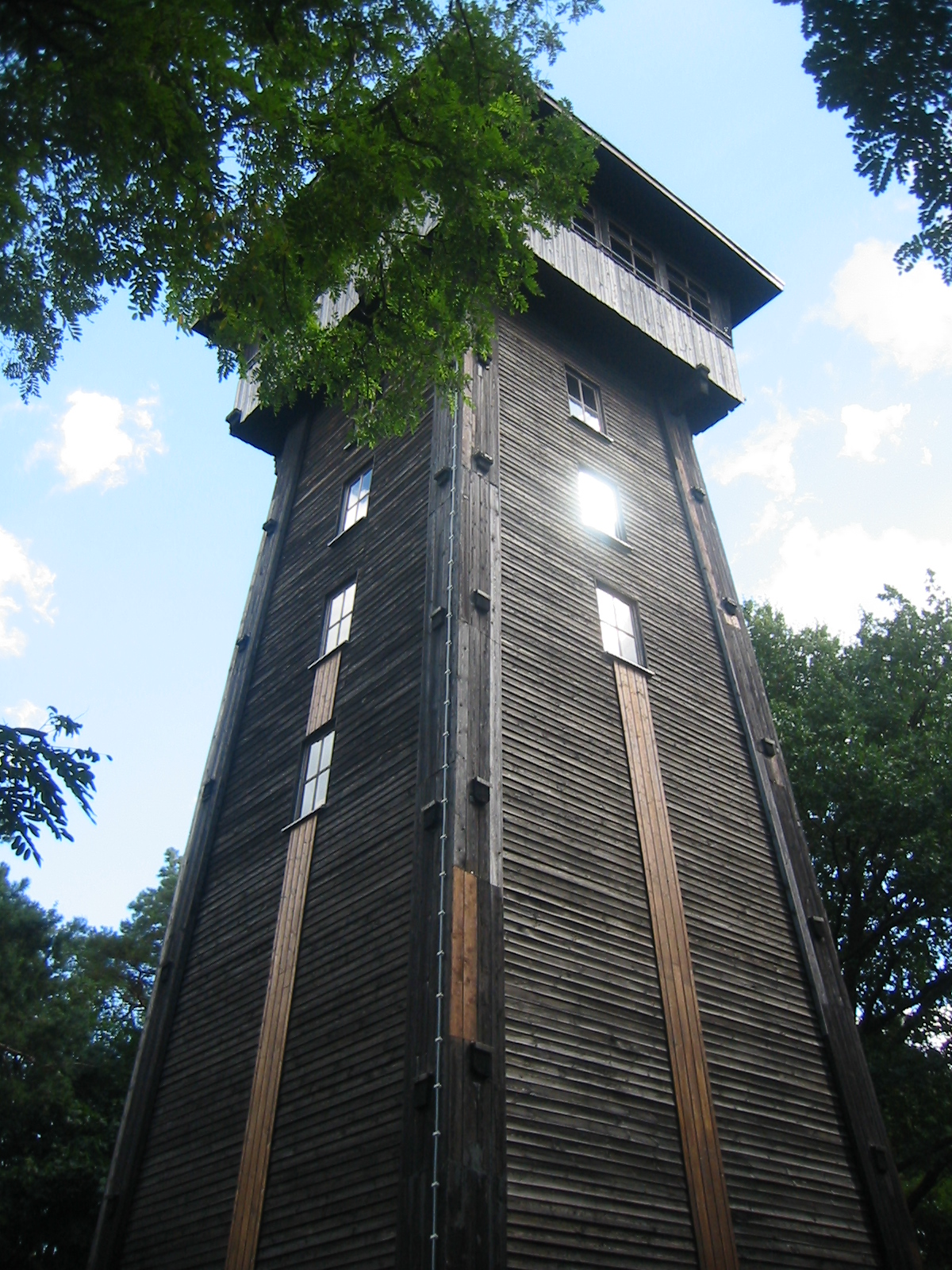
Zweiter Aussichtsturm auf den Kranichsbergen

### Aussichtsturm
Der erste Aussichtsturm brannte 1945 in den letzten Kriegstagen ab. 1961 wurde der Grundstein für einen zweiten Aussichtsturm etwa 250 Meter weiter östlich vom ersten gelegt und 1962 wurde der neue Aussichtsturm eröffnet. Nach der Wende übernahm der neugegründete Verschönerungsverein den ehrenamtlichen Betrieb des Turmes. Im Aufgang des Turms befindet sich eine Dauerausstellung über die Geschichte der Woltersdorfer Filmstadt von Gerald Ramm.

### Kranichsberge
Die Kranichsberge, auf dessen höchster Spitze der Aussichtsturm steht, werden auch weiterhin vom Verschönerungsverein gepflegt. Die Anlage von Wegen und das Aufstellen von Bänken erfolgt in enger Absprache mit der örtlichen Forstbehörde. 2003 erhielt der Gedenkstein auf Beckers Höhe eine ergänzende Bronzetafel.

### Schleusengegend
Der Verschönerungsverein wertete die Schleusengegend durch die Anlage der Strandpromenade am alten Treidelweg unterhalb der zugeschütteten 2. Schleuse und durch die steinerne Einfassung der Liebesquelle auf. Zwar gehören heute weder Strandpromenade noch Liebesquelle zum Eigentum des Vereins, dennoch setzte er sich auch nach 1990 für ihren Erhalt ein. 2000 wurden die beiden Zugangswege vom Schleusenberg zur Strandpromenade nach den verstorbenen Ehrenmitgliedern Richard Zoozmann und August Hannemann benannt und am Ende der Strandpromenade wurde der Tade-Stein in Erinnerung an den langjährigen Vorsitzenden Otto Tade aufgestellt.

### Heimatmuseum
Der Verschönerungsverein betreibt das Heimatmuseum im Kulturhaus Alte Schule im historischen Dorfanger von Woltersdorf. Dieses Museum beinhaltet die verbliebenen Teile aus dem Haus der Heimat sowie zahlreiche Ausstellungsgegenstände aus verschiedenen Epochen und Gewerbezweigen. Ausstellungsschwerpunkte im Heimatmuseum bilden eine Archäologische Sammlung, die Schifffahrt, das Schmiede- und das Schulwesen.

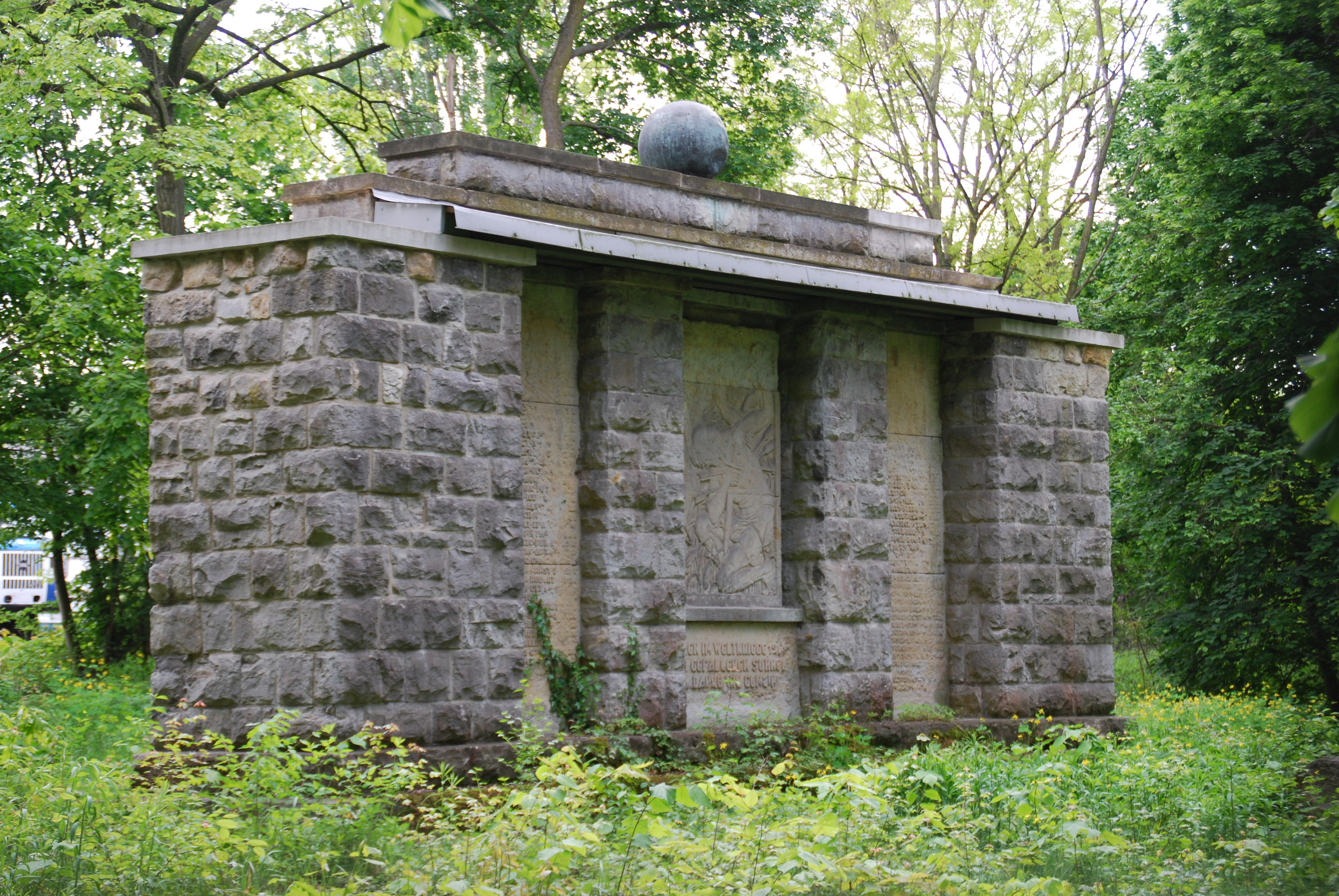
Kriegerdenkmal vor der Restaurierung

### Denkmalpflege
Der Verein pflegt die bestehenden Denkmäler und Ehrengräber auf dem Friedhof. 2017 erhielt das Kriegerdenkmal in der Schleusenstraße für die gefallenen Soldaten des Ersten Weltkrieges eine Dachkonstruktion, um das Relief von Fidus zu schützen. Das Relief wurde restauriert und auf das Denkmal wurde ein neues Tatzenkreuz gesetzt.

### Vereinsliteratur
1991 gab der Verein einen Nachdruck der Chronik von Max Haselberger heraus. 1995 folgte eine Gedichtsammlung namens Perle der Mark von Heinrich-Jürgen Koß. 2001 erschien Woltersdorf – am Ende der Welt? von Marianne Liebermann. Seit 2003 gibt der Verein die Reihe der Woltersdorfer Hefte heraus, welche fast jedes Jahr mit einem neuen Heft fortgeführt wird. Außerdem gibt es Sonderhefte über die Geschichte des Vereins.

### Heraldik

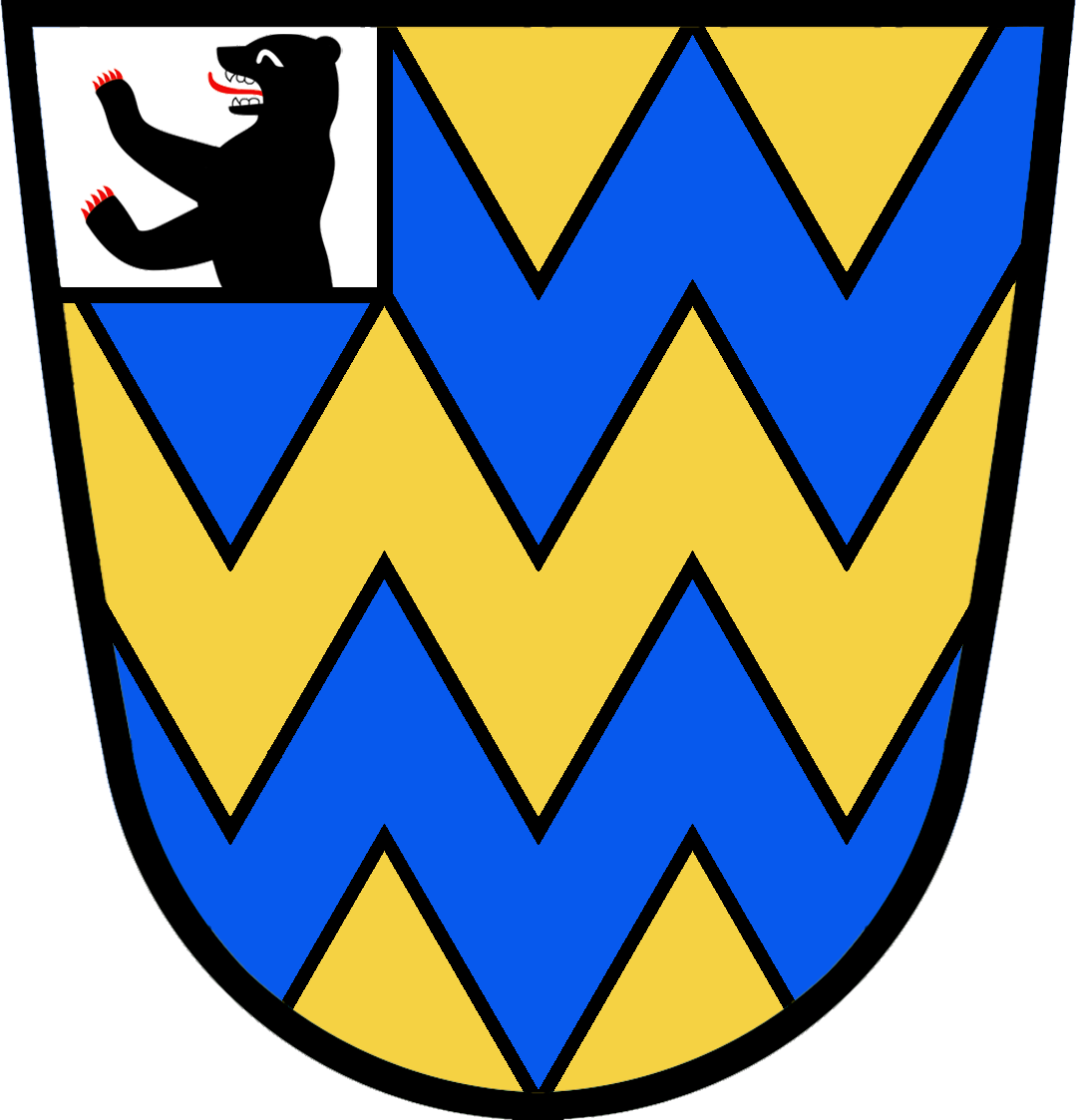
Wappenvorschlag für die Gemeinde Woltersdorf

2013 erstellte Vereinsmitglied Jürgen Wilke in Zusammenarbeit mit dem Landeshauptarchiv einen Vorschlag für ein Ortswappen. 2021 wurde dieser Vorschlag um 19 Nachbarschaftswappen ergänzt. Sie alle sind zusammengefasst in der Hohen Wappenrolle von Woltersdorf an der Schleuse. Außerdem werden zahlreiche Haus- und Hofwappen für historisch bedeutende Gebäude und Grundstücke in Woltersdorf erstellt.

## Vereinsarbeit
Sowohl bei seiner Gründung 1884 als auch der Neugründung 1990 wurden fünf Mitglieder in den Vorstand gewählt. Neben dem Vorstand arbeiteten seit 1990 zahlreiche Arbeitsgruppen in den einzelnen Aufgabenbereichen des Vereins.
| Vorsitz                             | von  | bis  | wichtige Projekte                                          |
| ----------------------------------- | ---- | ---- | ---------------------------------------------------------- |
| Karl Kühne                          | 1884 | 1887 | Bau des 1. Aussichtsturms                                  |
| Hermann Haensch                     | 1887 | 1889 | Anlegung der Strandpromenade                               |
| Carl Riefenstahl                    | 1889 | 1890 | Bau der hölzernen Teufelsbrücke                            |
| Münchmeyer                          | 1890 | 1891 |                                                            |
| Robert John                         | 1891 | 1897 | Bau der stählernen Teufelsbrücke                           |
| Otto Tade                           | 1897 | 1899 | Buchhorster und Fangschleusenstraße erhalten Bordschwellen |
| Hugo Diesener                       | 1899 | 1903 | Kiesspende für Schleusenplatz                              |
| Otto Tade                           | 1903 | 1919 | Tennisplatz, Rodelbahn, Kaisersteine                       |
| Rudolf Pieper                       | 1920 | 1928 | Erweiterung der Strandpromenade                            |
| Max Haselberger                     | 1928 | 1935 | Woltersdorfer Ortschronik                                  |
| Verein vereinigt mit Verkehrsverein | 1935 | 1945 | -                                                          |
| unbekannt                           | 1945 | 1952 |                                                            |
| aufgegangen im Kulturbund           | 1952 | 1989 | Bau des 2. Aussichtsturms                                  |
| Gerd Nordheim                       | 1990 | 1991 | Wiedereröffnung 2. Aussichtsturm                           |
| Gerald Ramm                         | 1991 | 1995 | Stummfilmnächte                                            |
| Christa Paulitschek                 | 1995 | 2002 | Restaurierung Liebesquelle                                 |
| Herbert Schirrmacher                | 2002 | 2004 | Woltersdorfer Hefte, Eröffnung Heimatmuseum                |
| Jörn Harms                          | 2004 | 2004 |                                                            |
| Gisela Schuldt                      | 2004 | 2024 | Restaurierung Fidus-Relief am Kriegerdenkmal               |
| Andreas Hambrecht                   | 2024 | 2025 |                                                            |
| Martina D'Hooge                     | 2025 |      |                                                            |

### Chronik
1931 gab Max Haselberger, der damalige Vorsitzende des Verschönerungsvereins, die erste Chronik über die Geschichte des Ortes heraus. 1995 gab der Verschönerungsverein ein Reprint der Haselberger-Chronik heraus.
Max Haselberger: Woltersdorf – Die 700jährige Geschichte eine märkischen Dorfes, 1931 (Reprint 1995).

### Woltersdorfer Hefte
Seit 2003 gibt der Verschönerungsverein die Reihe der Woltersdorfer Hefte heraus. Diese Reihe befasst sich mit einzelnen Aspekten der älteren und jüngeren Ortsgeschichte.
Heft 1: Marianne Liebermann: Aus Bauernland wird Bauland – Die Gründung des Ortsteils Schönblick 1902/03 und seine Entwicklung bis zum 1. Weltkrieg, August 2003.
Heft 2: Marianne Liebermann, Siegfried Thielsch: Alter Krug bis Schwarzer Stubben – Woltersdorfer Flurnamen und anderes von Max Haselberger, Juli 2004.
Heft 3: Hannelore Bugge, Marianne Liebermann: Am Anfang stand die Ruhebank – Geschichte des Woltersdorfer Verschönerungsvereins "Kranichsberg" e.V., Dezember 2005.
Heft 4: Peter Raatz, Herms Röhl: Das Kreuz in der Heyde – Ein Gang durch die Kirchengeschichte von Woltersdorf, Dezember 2005.
Heft 5: Frank Thomas, Marion Thomas: "Und nach dem Spiel zu Sonnemann" - 90 Jahre Vereins-Sport in Woltersdorf, 2009.
Heft 6: Lothar Löbel, Anny Przyklenk, Siegfried Thielsch: Spurensuche – Schicksale jüdischer Mitbürger in Woltersdorf, Oktober 2011.
Heft 7: Marianne Liebermann, Siegfried Thielsch: Vom Krähenwinkel bis Springeberg – Woltersdorfer Wege und Straßen nebst Stegen und Steigen, Promenaden, Alleen sowie Plätzen, September 2013.
Heft 8: Jürgen Wilhelm: Ein Adler in Woltersdorf – Flugpionier Martin Haller zum 120. Geburtstag, 2015.
Heft 9: Jürgen Wilhelm: Sonntagsgespräche mit Fräulein Knoch – Tochter des Erbauers des Woltersdorfer Sanatoriums, 2016.
Heft 10: Martina D'Hooge, Gerald Ramm, Siegfried Thielsch: Schiffe, Kähne, Kapitäne – Die Woltersdorfer Schifffahrt – Eine historische Zeitreise über die Geschichte der Schifffahrt unseres Ortes, Juli 2018.
Heft 11: Frank Thomas, Marion Thomas: Alles begann mit den Turnern – Geschichte und Geschichten über 100 Jahre Vereins-Sport in Woltersdorf, 2019.
Heft 12: Bärbel Kawretzke-Hähner (Redaktion): Woltersdorf im Landkreis Oder-Spree – sein Denkmal – seine Bürger.
1. Bärbel Kawretzke-Hähner (Redaktion): Das Denkmal „Erinnerung und Mahnung“ und der Einsatz Woltersdorfer Bürger für den Erhalt des Denkmals mit Fidus-Relief, 2019.
2. Bärbel Kawretzke-Hähner (Redaktion): Fidus – Biographisches, künstlerische Vielseitigkeit, 2020.
3. Bärbel Kawretzke-Hähner (Redaktion), Siegfried Kober, Elke Leetz und andere: Fidus – Graphiker und Maler, Lebensreformer, 2020.

Heft 13: Oliver Mehlitz: "Häuschen am Kalksee" – Eine Wanderung durch den Woltersdorfer Kietz und seine Geschichte, Juni 2022.

### Ortsheraldik
Neben einem Vorschlag für ein Amtswappen, erstellte der Woltersdorfer Verschönerungsverein außerdem für die Nachbarschaften Woltersdorfs eigene Wappen. Diese sind in einer Wappenrolle zusammengefasst.
Die Hohe Wappenrolle von Woltersdorf an der Schleuse, 2021.